# Vivre me tue
Pour plus de détails, voir Fiche technique et Distribution.
Vivre me tue est un  film français réalisé par Jean-Pierre Sinapi, sorti en 2002.

## Synopsis
Paul, Français d'origine marocaine, est titulaire d'un DEA de littérature et sorti de Sciences-po. Malgré cela il ne trouve pas d'emploi correspondant à ses diplômes. En attendant, il est livreur de pizzas le jour à Barbès et veilleur de nuit dans un hôtel à Pigalle.
Très proche de son frère cadet Daniel, celui-ci a échoué trois fois au baccalauréat et souhaite vivre de sa passion : le culturisme. Prêt à tout pour réussir, Daniel se dope.
Par ailleurs, Paul est amoureux d'une jeune femme supportrice du club de football de Lens,.

## Fiche technique
- Titre français : Vivre me tue
- Réalisation : Jean-Pierre Sinapi
- Scénario : Jean-Pierre Sinapi et Daniel Tonachella d'après le roman de Jack-Alain Léger
- Musique : Louis Sclavis
- Costumes : Eve-Marie Arnault
- Photographie : Pierre Aïm
- Montage : Catherine Schwartz
- Production : Michael André, Karl Baumgartner, Nina Bohlmann, Jean-Pierre Fayer, Raimond Goebel, Babette Schröder et Fabienne Servan-Schreiber
- Pays d'origine :  France
- Format : couleurs - 1,85:1 - Dolby Digital
- Genre : drame
- Date de sortie : 2002

## Distribution
- Sami Bouajila : Paul Smaïl
- Jalil Lespert : Daniel Smaïl
- Sylvie Testud : Myriam
- Simon Bakinde : Diop
- Roger Ibáñez : Monsieur Louis
- M'hamed Benguettaf : le père Smaïl
- Tassadit Mandi : la mère Smaïl
- Djemel Barek : Tarik
- Teco Celio : le père de Myriam
- Annette Lowcay : la mère de Myriam
- Marc Andreoni : Monsieur Beni
- François Sinapi : Péquod
- Philippe Duclos : Monsieur Suard
- Xavier de Guillebon : le DRC d'Aligrofarm
- Nadia Kaci : l'avocate de la DRH
- Geoffroy Thiebaut : le DRH d'Aligrofarm
- Nadine Marcovici : la psychologue de la DRH
- Jean-Baptiste Anoumon : Taouif
- Jean-Pierre Léonardini : l'officiel à la boxe